# Chertsey
Chertsey – miasto w Anglii, w hrabstwie Surrey, w dystrykcie Runnymede. Leży 30 km na południowy zachód od centrum Londynu. Miasto liczy 15 967 mieszkańców.

## Galeria

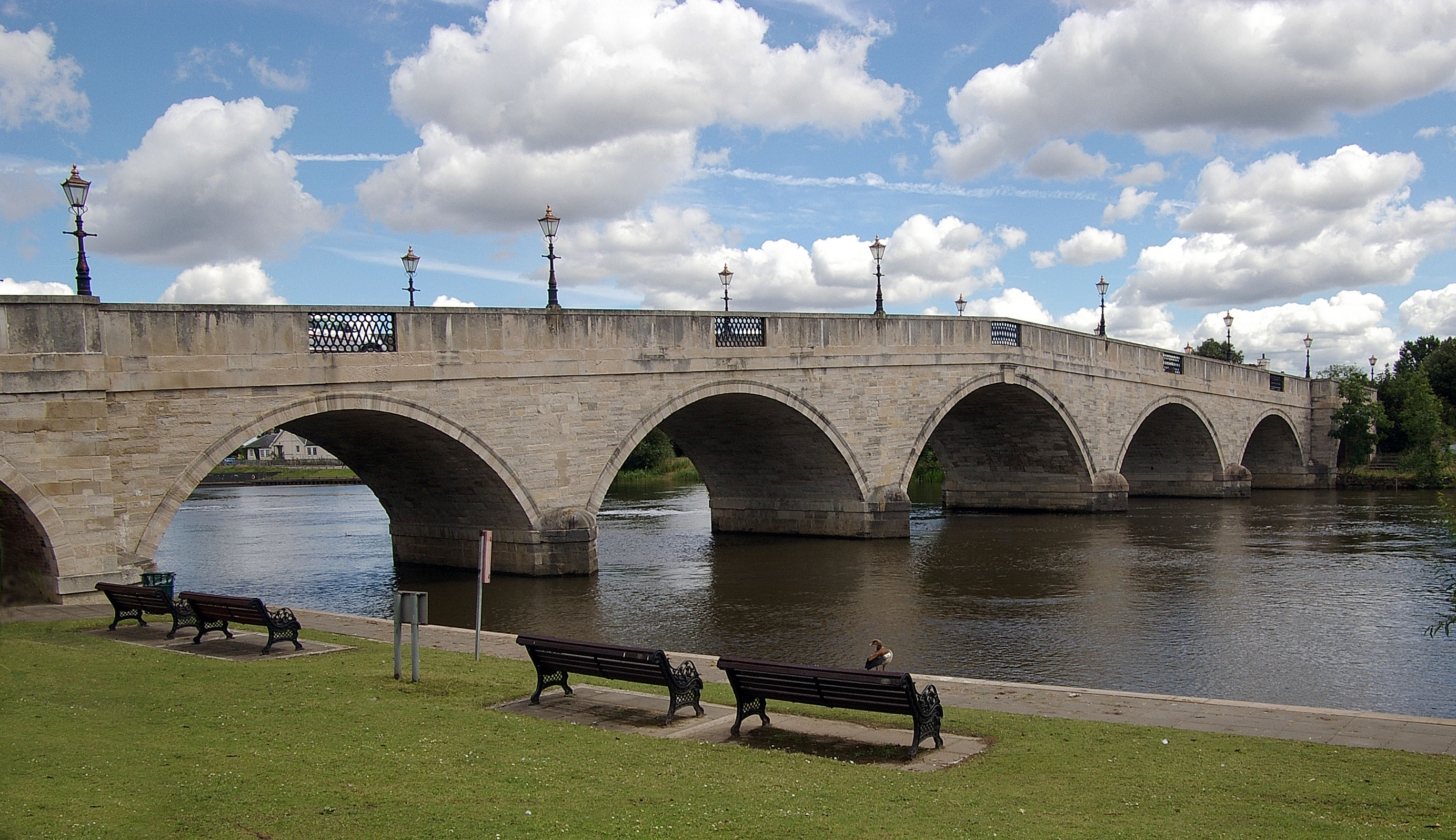
Most ponad Tamizą
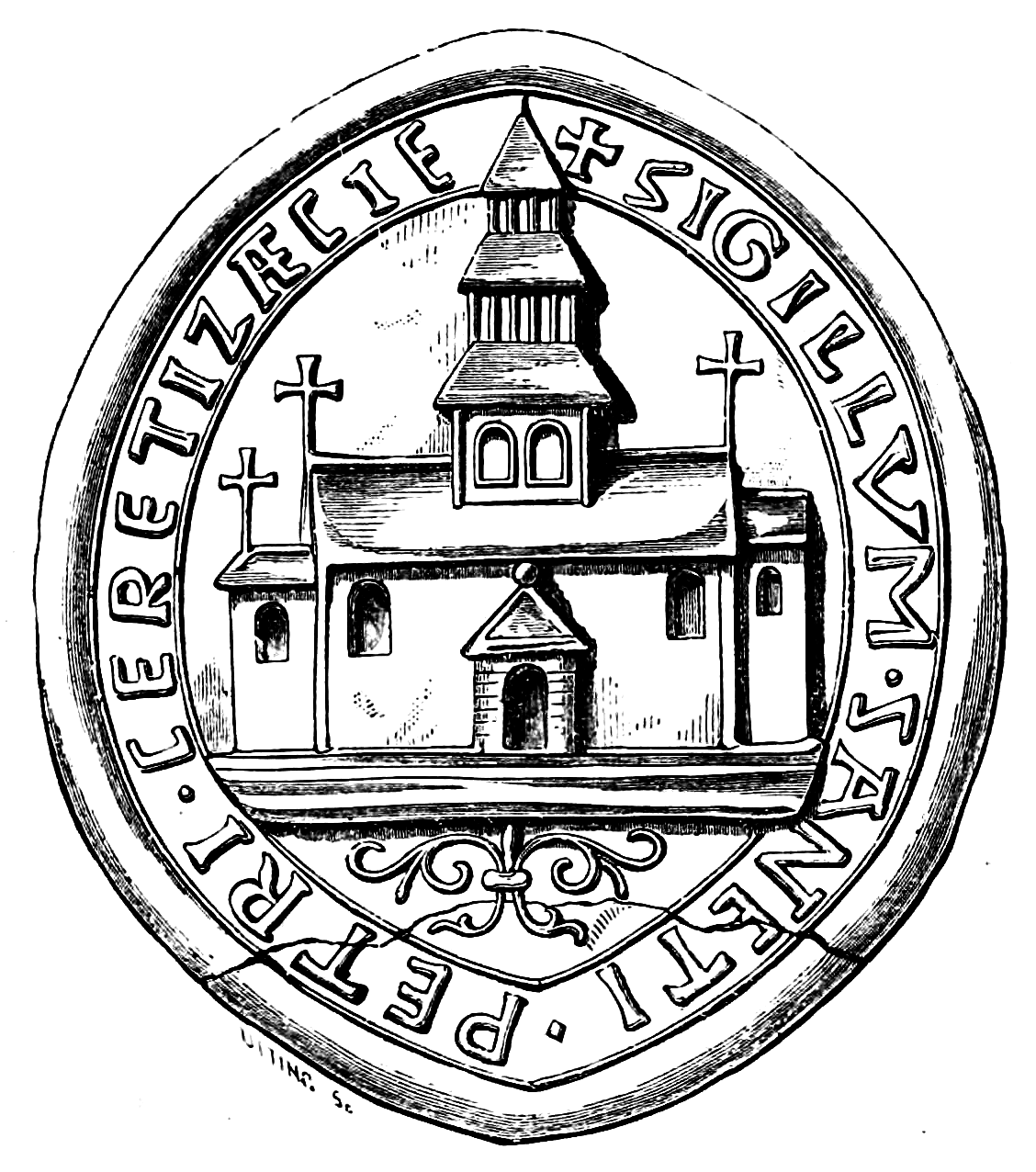
Pieczęć opactwa
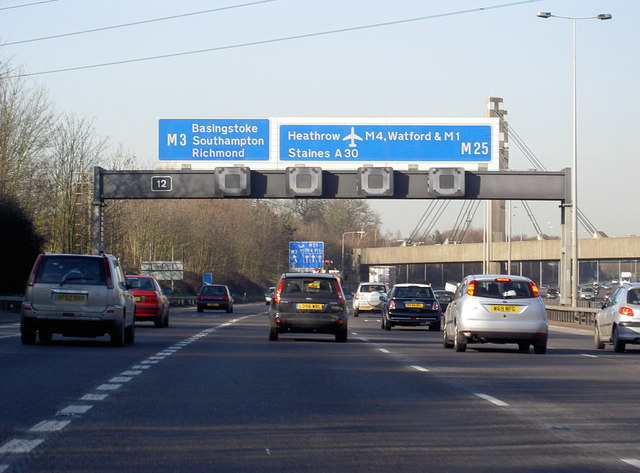
Na autostradowej obwodnicy M25
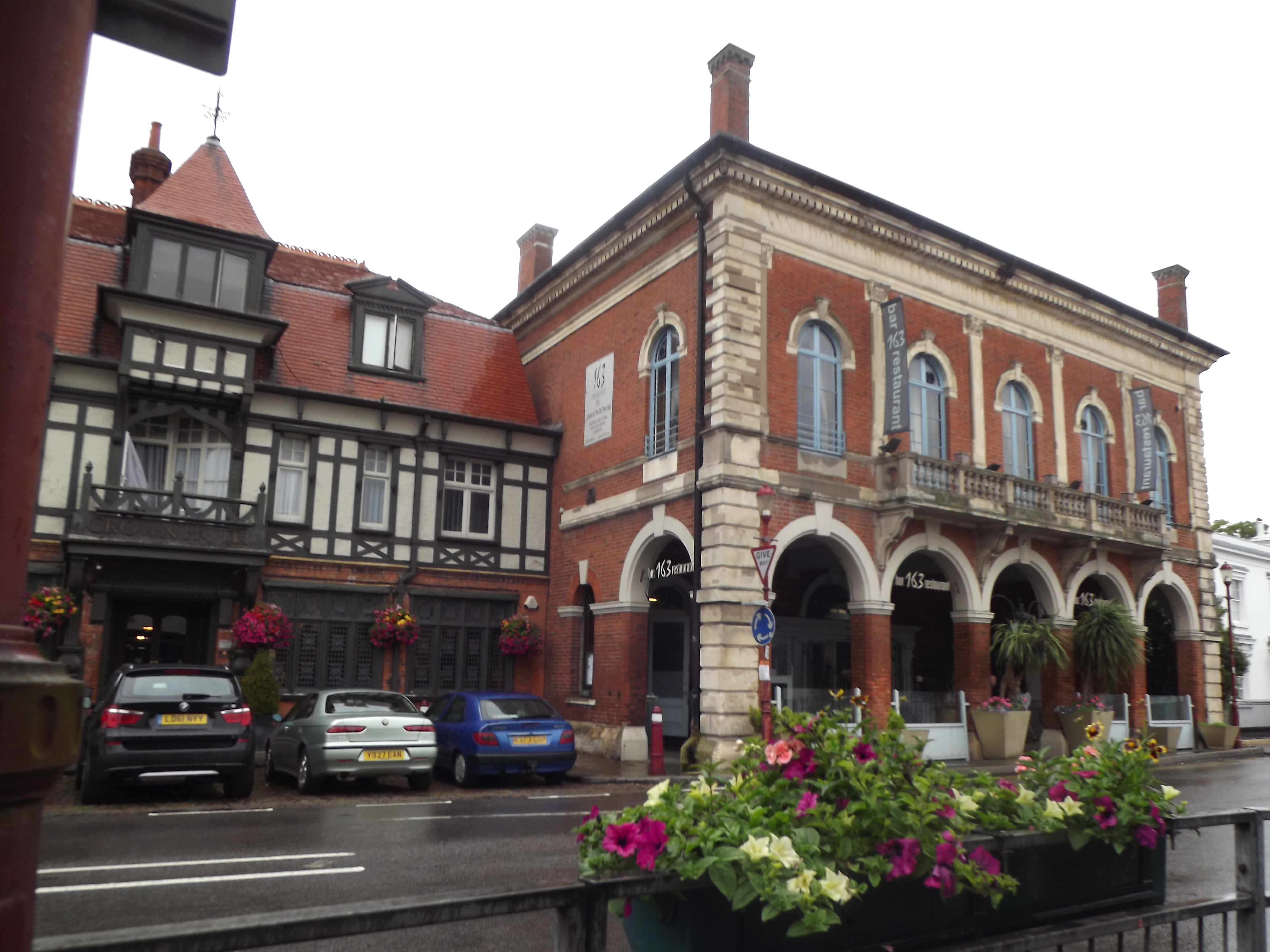
Były ratusz